# Ergodischer stochastischer Prozess
Ein ergodischer stochastischer Prozess, kurz ergodischer Prozess, ist ein spezieller stochastischer Prozess, der es ermöglicht, Begriffe der Ergodentheorie in die Wahrscheinlichkeitstheorie zu übertragen. Dabei wird der zeitdiskrete stochastische Prozess als ein dynamisches System interpretiert, das durch Iteration von Shift-Abbildungen entsteht und unter gewissen Voraussetzungen maßerhaltend ist.
Ergodische stochastische Prozesse spielen eine wichtige Rolle, da man für sie mittels des individuellen Ergodensatzes und des {\displaystyle {\mathcal {L}}^{p}}-Ergodensatzes auch starke Gesetze der großen Zahlen herleiten kann, die nicht nur für unabhängig identisch verteilte Zufallsvariablen gelten.

## Definition
Gegeben sei ein kanonischer Prozess {\displaystyle X=(X_{n})_{n\in \mathbb {N} }} auf dem Wahrscheinlichkeitsraum {\displaystyle (\Omega ,{\mathcal {A}},P)=(E^{\mathbb {N} },{\mathcal {B}}(E)^{\otimes \mathbb {N} },P)}, wobei {\displaystyle E} ein polnischer Raum wie beispielsweise eine endliche oder abzählbar unendliche Menge oder der {\displaystyle \mathbb {R} ^{n}} ist.
Der Shift {\displaystyle \tau :\Omega \to \Omega } sei definiert durch
{\displaystyle \tau ((\omega _{n})_{n\in \mathbb {N} })=(\omega _{n+1})_{n\in \mathbb {N} }}.
Somit gilt {\displaystyle X_{n}(\omega )=X_{0}(\tau ^{n}(\omega ))} und {\displaystyle (\Omega ,{\mathcal {A}},P,\tau )} ist ein dynamisches System, das genau dann maßerhaltend ist, wenn {\displaystyle X} ein stationärer stochastischer Prozess ist.
Ist nun {\displaystyle \tau } eine ergodische Transformation, ist also die σ-Algebra der {\displaystyle \tau }-invarianten Ereignisse eine P-triviale σ-Algebra, so heißt {\displaystyle X} ein ergodischer stochastischer Prozess.

## Beispiel

### Unabhängig identisch verteilte Zufallsvariablen
Jede Folge von unabhängig identisch verteilten Zufallsvariablen bildet einen ergodischen Prozess. Der Prozess ist definitiv stationär, da die Verteilungen per Definition alle identisch sind. Ist nun {\displaystyle A} in der σ-Algebra der invarianten Ereignisse {\displaystyle {\mathcal {I}}} enthalten, so ist
{\displaystyle A=\{\tau ^{n}\in A\}\in \sigma (X_{n},X_{n+1},\dots )}
und damit ist {\displaystyle {\mathcal {I}}} in der terminalen σ-Algebra {\displaystyle {\mathcal {T}}} enthalten. Diese ist aber nach dem Kolmogorowschen Null-Eins-Gesetz P-trivial, somit muss auch {\displaystyle {\mathcal {I}}} P-trivial sein. Daraus folgt die Ergodizität des Prozesses.

### Markow-Ketten
Ein weiteres Beispiel für ergodische Prozesse sind Markow-Ketten in diskreter Zeit und mit abzählbar unendlichem Zustandsraum, die in ihrer invarianten Verteilung starten und irreduzibel sowie positiv rekurrent sind. Dies zeigt man mittels der starken Markow-Eigenschaft. Diese Markow-Ketten sind somit ein Beispiel für stochastische Prozesse, bei denen aufgrund der Ergodensätze das starke Gesetz der großen Zahl gilt, obwohl stochastische Abhängigkeiten vorhanden sind.